# Therocephalia
Therocephalia são uma linhagem extinta dos terapsídeos que viveram entre o pérmico e o triássico. O nome "cabeça de besta" provém de seu longo crânio, junto com seus dentes caninos, acredita-se que foram  carnívoros de sucesso.

## Clasificação

### Taxonomia
Clado Therapsida
- Clado Therocephalia
  - Família Lycosuchidae
  - Scylacosauria van den Heever, 1994
    - Família Scylacosauridae
    - Infraordem Eutherocephalia
      - Família Akidnognathidae (=Annatherapsididae, Euchambersiidae, Moschorhinidae)
      - Família Hofmeyriidae
      - Família Whaitsiidae
      - Superfamília Baurioidea
        - Família Ictidosuchidae
        - Família Ictidosuchopsidae
        - Família Regisauridae
        - Família Lycideopsidae
        - Família Ericiolacertidae
          - Ericiolacerta

        - Família  Bauriidae
          - Subfamília Nothogomphodontinae
          - Subfamília Bauriinae